# Adina Porter
Adina Porter (Nueva York, 13 de marzo de 1971) es una actriz estadounidense.

## Trayectoria
Interpretó a Leticia Barris en Prison Break y también apareció como Ricky en Lackawanna Blues para HBO. Su debut en Broadway llegó en 2001 con The Women, dirigido por Scott Elliott. Apareció en la serie American Dreams, en la temporada 2002/2003, en el papel de Gwen Walker, durante 15 episodios. En 2006, apareció en la serie Sin rastro, en el episodio "Watch Over Me". En 2007, apareció en House M.D., en el episodio "Family". Entre 2012 y 2013, interpretó a Kendra James en The Newsroom. También, interpretó a Lettie Mae Thornton entre 2008 y 2014 en True Blood. Ha aparecido de forma ocasional en series como Glee, Anatomía de Grey, Ringer, Crónicas vampíricas.
Ha tenido varios papeles en la serie American Horror Story, con una aparición en 2011, en American Horror Story: Murder House como Sally Freeman, en 2016 en American Horror Story: Roanoke como Lee Harris, asumiendo un papel protagónico, en 2017 en American Horror Story: Cult como Beverly Hope y en 2018 en American Horror Story: Apocalypse como Dinah Stevens.
Interpretó a Indra en The 100. Además, trabajó en la serie "Underground".

## Filmografía

### Cine
| Año  | Título                    | Rol                          | Notas         |
| ---- | ------------------------- | ---------------------------- | ------------- |
| 1992 | Swoon                     | Escenógrafa                  |               |
| 1997 | The Peacemaker            | Police NYPD                  |               |
| 1998 | Gia                       | Chica en el grupo de terapia |               |
| 1999 | Body Shots                | Detective Thompson           |               |
| 2001 | The Fluffer               | Silver                       |               |
| 2002 | Pipe Dream                | Lauren Gunther               |               |
| 2005 | The Salon                 | Mujer de Percy               |               |
| 2010 | The Social Network        | Asociada de Gretchen         | Sin acreditar |
| 2011 | About Sunny               | Cheryl                       |               |
| 2017 | The Last Word             | Bree Wilson                  |               |
| 2019 | Miss Virginia             | Annette Johnson              |               |
| 2023 | Sitting in Bars with Cake | Tasha                        |               |

### Televisión
| Año        | Título                            | Rol                     | Notas                                                                                               |
| ---------- | --------------------------------- | ----------------------- | --------------------------------------------------------------------------------------------------- |
| 1990, 1994 | Law & Order                       | Woman Neighbor          | Episodio: "Out of the Half-Light"                                                                   |
| 1990, 1994 | Law & Order                       | Sheryl Decker           | Episodio: "Nurture"                                                                                 |
| 1994       | New York Undercover               | Jasmine Hopkins         | Episodio: Pilot                                                                                     |
| 1995       | Law & Order                       | Mary Byman              | Episode: "Savages"                                                                                  |
| 2002–2003  | American Dreams                   | Gwen Walker             | Recurrente (temporadas 1–2), 15 episodios                                                           |
| 2005       | CSI: NY                           | Shannon Goodall         | Episodio: "On the Job"                                                                              |
| 2005       | Prison Break                      | Leticia Barris          | Episodios: "Allen", "Cell Test"                                                                     |
| 2007       | House M.D.                        | Claudia                 | Episodio: "Family"                                                                                  |
| 2007       | Law & Order: Special Victims Unit | Janelle Odami           | Episodio: "Fight"                                                                                   |
| 2007, 2010 | Saving Grace                      | Tamara Cooley           | Episodios: "Everything's Got a Shelf Life", "So Help You God"                                       |
| 2008–2014  | True Blood                        | Lettie Mae Thornton     | Principal (temporadas 1, 7); recurrente (temporadas 2–3); e invitada (temporadas 4–6); 32 episodios |
| 2009       | Cold Case                         | Laticia Myers           | Episodio: "Jurisprudence"                                                                           |
| 2009       | CSI: Crime Scene Investigation    | Denise Devine           | Episodio: "Coup de Grace"                                                                           |
| 2009       | Operating Instructions            | Celia                   | Telefilme                                                                                           |
| 2010       | Hawthorne                         | Nancy Breton            | Episodio: "The Match"                                                                               |
| 2010       | The Whole Truth                   | Detective Sweeney       | Episodio: "Cold Case"                                                                               |
| 2011       | Criminal Minds: Suspect Behavior  | Jeanette Rawlins        | Episodio: "Two of a Kind"                                                                           |
| 2011       | Private Practice                  | Stacy                   | Episodio: "A Step Too Far"                                                                          |
| 2011       | American Horror Story             | Sally Freeman           | Primera Temporada Murder House / Invitada (Episodio: "Murder House")                                |
| 2016–2018  | American Horror Story             | Lee Harris              | Sexta Temporada Roanoke / Recurrente (9 episodios)                                                  |
| 2016–2018  | American Horror Story             | Beverly Hope            | Séptima Temporada Cult / Recurrente (10 episodios)                                                  |
| 2016–2018  | American Horror Story             | Dinah Stevens           | Octava Temporada Apocalypse / Principal (7 episodios)                                               |
| 2021       | American Horror Story             | Agente Burleson         | Décima temporada Double Feature / Principal (4 episodios)                                           |
| 2012       | Grey's Anatomy                    | Dr. Ramsey              | Episodio: "Remember the Time" 9x2                                                                   |
| 2012       | Glee                              | Profesora de historia   | Episodio: "The Role You Were Born to Play"                                                          |
| 2012       | The Vampire Diaries               | Nandi LaMarche          | Episodio: "We'll Always Have Bourbon Street"                                                        |
| 2012–2014  | The Newsroom                      | Kendra James            | Recurrente (23 episodios)                                                                           |
| 2014–2020  | The 100                           | Indra                   | Recurrente (temporadas 2–7, 54 episodios)                                                           |
| 2015       | The Leftovers                     | G.R. Leader             | Episodio: "Ten Thirteen"                                                                            |
| 2016–2017  | Underground                       | Pearly Mae              | Recurrente (7 episodios)                                                                            |
| 2016       | The Catch                         | Agente FBI, Emily Clark | Episodio:"The Weeding"                                                                              |
| 2017       | Ray Donovan                       | Vicky                   | 4 episodios                                                                                         |
| 2019       | The Morning Show                  | Sarah Graveler          | 3 episodios                                                                                         |
| 2020       | Outer Banks                       | Agente Peterkin         | Recurrente (8 episodios)                                                                            |
| 2022       | Paper Girls                       | The Prioress            | Principal (6 episodios)                                                                             |
| 2023       | The Changeling                    | Lillian Kagwa           | Recurrente (5 episodios)                                                                            |

## Reconocimientos

### Premios Primetime Emmy
| Año  | Obra nominada               | Categoría                                            | Resultado | Ref.  |
| ---- | --------------------------- | ---------------------------------------------------- | --------- | ----- |
| 2018 | American Horror Story: Cult | Mejor actriz de reparto en una miniserie o telefilme | Nominada  | [ 1 ] |

### Premios Independent Spirit
| Año  | Obra nominada  | Categoría                                           | Resultado | Ref.  |
| ---- | -------------- | --------------------------------------------------- | --------- | ----- |
| 2023 | The Changeling | Mejor interpretación de reparto de serie guionizada | Nominada  | [ 2 ] |